# Armagedda
Armagedda (bürgerlich Gerhard Herfindal) ist ein norwegischer Heavy-Metal-Schlagzeuger. Er wurde vor allem als erster Schlagzeuger von Immortal bekannt.

## Leben
Gemeinsam mit Demonaz und Abbath gehörte Armagedda zur Ursprungsbesetzung der norwegischen Extreme-Metal-Band Immortal. Mit dieser in Bergen ansässigen Formation spielte er nach der EP Immortal deren Debütalbum Diabolical Fullmoon Mysticism ein. Danach stieg er aus, sein Nachfolger wurde Erik Brødreskift.
Zwei Jahre nach der vorübergehenden Auflösung von Immortal gründete Abbath 2005 unterstützt von seinem vormaligen Bandkollegen Armagedda sowie von Arve Isdal und Tom Cato Visnes die Band I. Deren erstes Studioalbum Between two Worlds erschien 2006 bei Nuclear Blast. Dort wurde fünf Jahre später auch mit March of the Norse das Debütalbum von Nævdals Soloband Demonaz veröffentlicht, auf dem Armagedda ebenfalls als Schlagzeuger zu hören ist.

## Diskografie

### Mit Immortal
- 1991: Immortal
- 1992: Diabolical Fullmoon Mysticism

### Mit I
- 2006: Between two Worlds

### Mit Demonaz
- 2011: March of the Norse